# Saiga
Die Saiga (Saiga tatarica), teilweise auch Saigaantilope, ist eine in den eurasischen Steppen verbreitete Huftierart, die vor allem durch ihre rüsselartige Nase auffällt. Man unterscheidet herkömmlich zwei Unterarten, die westliche Unterart (Saiga tatarica tatarica) und die Mongolische Saiga (Saiga tatarica mongolica). In einigen Systematiken werden beide teilweise auch als getrennte Arten aufgefasst, doch diese Anschauung ist nicht generell akzeptiert. Nachdem die Saigas in den 1920er Jahren beinahe ausgestorben waren, hatten sich die Bestände der westlichen Unterart zwischenzeitlich enorm vermehrt und zählten in den 1950er Jahren wieder zwei Millionen Tiere. Neuerdings sind die Populationen durch Jagd und Wilderei (etwa durch bestimmte Vorstellungen in der Traditionellen chinesischen Medizin) abermals stark geschrumpft (aktuell etwa 100.000 Tiere). Saigas gelten heute wieder als stark gefährdet und kommen fast nur noch in Russland, Kasachstan und der Mongolei vor. Das Fehlen der Tiere hat große ökologische Auswirkungen für den Erhalt der semiariden Steppen und Graslandformationen. Die Mongolische Saiga kommt nur in der westlichen Mongolei vor. Alle anderen Vorkommen gehören der westlichen Saiga-Unterart an.

## Merkmale

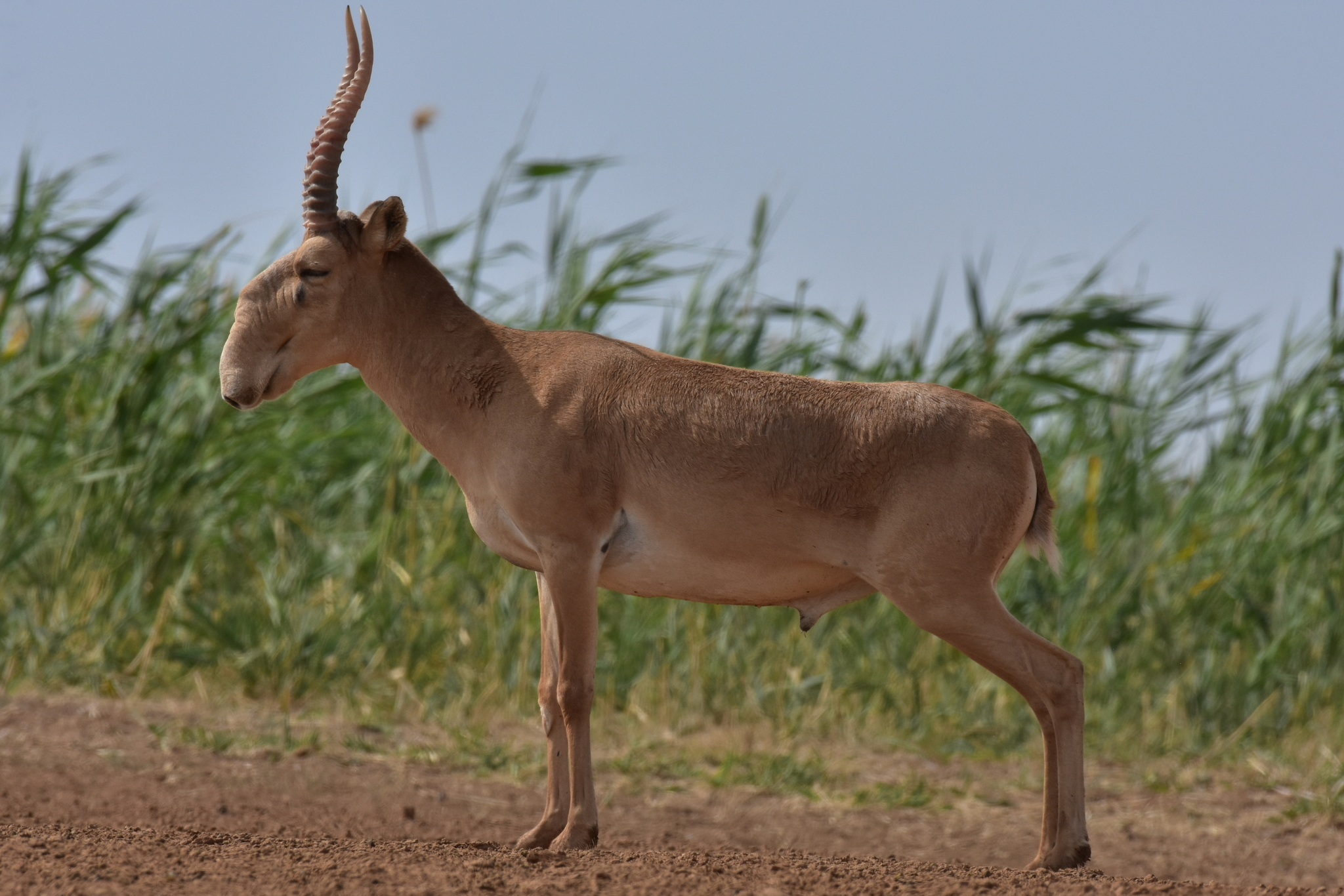
Saiga im Sommerfell

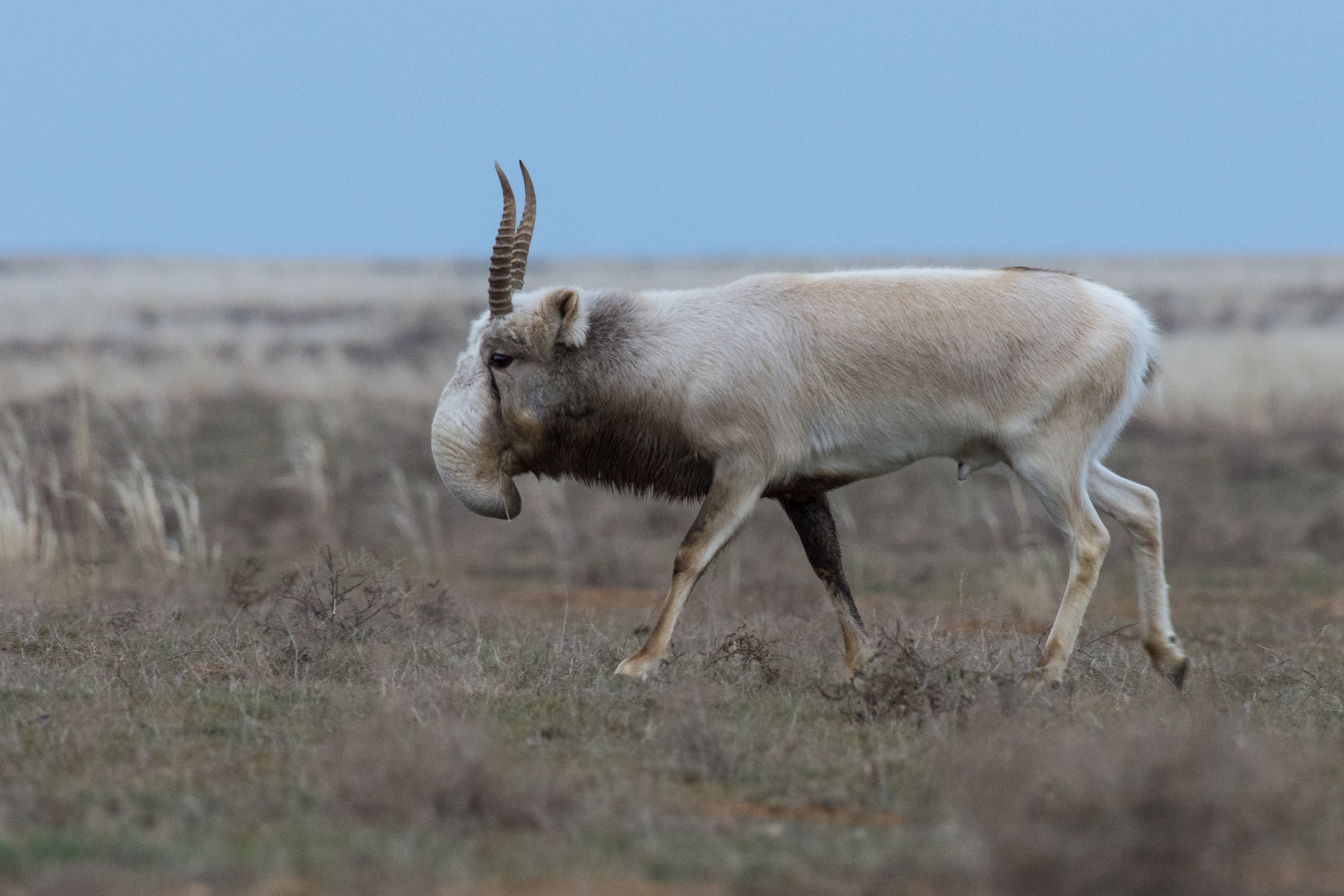
Saiga im Winterfell

### Erscheinungsbild
Saigas gleichen im Erscheinungsbild einem kleinen, leicht gebauten Schaf, der Kopf ist vergleichsweise groß. Auffälligstes Merkmal dieser Tiere ist die Nase, die rüsselartig vergrößert ist. Die Nasenknochen sind sehr komplex; jede Nasenöffnung ist dicht mit Haaren und Schleimdrüsen besetzt. Nach verschiedenen Theorien soll diese Vorrichtung die eingeatmete Luft erwärmen und befeuchten, was beim Staub, den die Herden im Sommer aufwirbeln, von Nutzen sein könnte. Einer anderen Theorie zufolge soll sie dazu dienen, das Blut bei drohender Überhitzung abzukühlen. Möglicherweise ist sie auch für den ausgezeichneten Geruchssinn der Saiga verantwortlich. Nur die Männchen tragen Hörner, die 20 bis 55 cm lang werden und durch ihre halbtransparente, hell wachsfarbene Färbung auffallen. Lediglich die äußersten Spitzen der Hörner sind schwarz. Die Hörner sind leicht leierförmig nach hinten gebogen und tragen 12 bis 20 Quergrate. Die Weibchen sind hornlos. Ihr Passgang lässt darauf schließen, dass die Saiga nur in relativ flachem Terrain leben kann. Dieser erlaubt schnelle und ausdauernde Flucht in der Ebene, erweist sich aber beim Springen und Klettern als nachteilig.
Die Mongolische Saiga zeichnet sich durch ihre geringere Körpergröße, die schwächeren Hörner, die kleinere Nase und weitere Merkmale in Schädelform und Fellfärbung aus.

### Haarkleid
Die Saiga hat ein dichtes, wolliges Fell, das aus längeren Deckhaaren und einer kürzeren, weichen Unterwolle besteht. Das Winterfell ist dicker und mit 4 bis 7 cm etwa doppelt so lang wie das Sommerfell, das nur 1,8 bis 3 cm misst. Daneben bildet sich in der kalten Jahreszeit eine Art Halsmähne. Die Fellfärbung ist im Sommer gelblich- bis rötlichbraun mit helleren Flanken, die Unterseite ist weißlich. Im Winter ist das Fell oberseits weißlichgrau unterseits weißlich gefärbt. Gelegentlich kommen Albinos vor, Schwärzlinge sind dagegen extrem selten.

### Körpermaße
Die Saiga hat im Schnitt eine Kopfrumpflänge von 120 cm (100–140 cm), eine Schulterhöhe von 70 cm und ein Gewicht von 50 kg. Männchen erreichen dabei eine Schulterhöhe von 69 bis 79 cm und ein Gewicht von 32,5 bis 52 kg. Die Weibchen sind mit 57 bis 73 cm Schulterhöhe und 21,4 bis 40,9 kg Körpergewicht etwas kleiner. Der Schwanz ist mit nur 6 bis 12 cm Gesamtlänge recht kurz und trägt keine Quaste. Die Vorderhufe sind 55 bis 68 mm lang und 42 bis 54 mm breit, die Hinterhufe sind etwa 10 % kleiner.

## Lebensweise

### Lebensraum und Nahrung

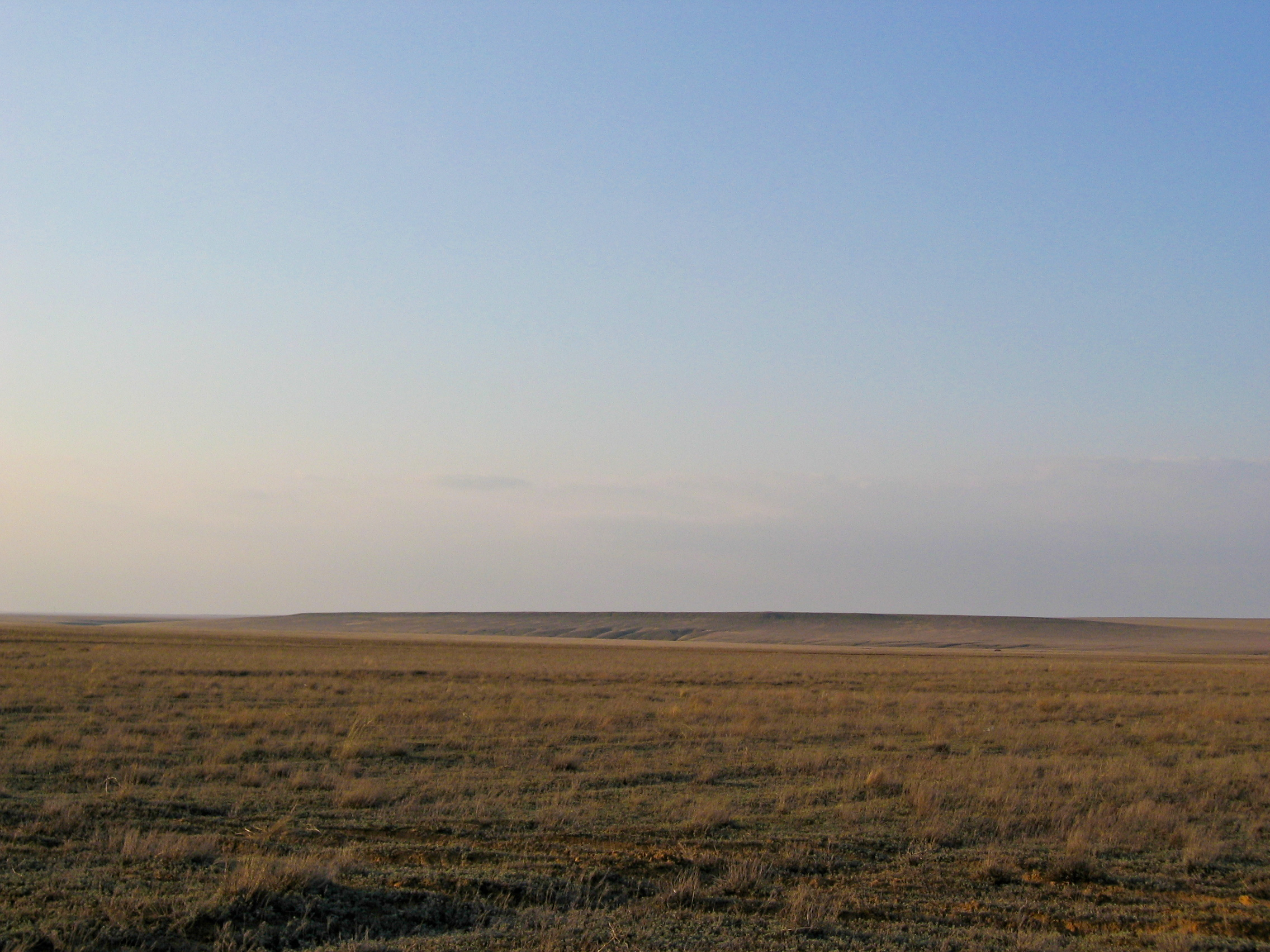
Flache Steppengebiete wie hier im Westen Kasachstans sind der typische Lebensraum der Saiga

Saigas leben in offener Steppe und Halbwüste und meiden steiles oder felsiges Gelände und dichte Vegetation. Im Sommer dringen sie aber auch in Waldsteppen vor. Die Höhe über dem Meeresspiegel spielt im Gegensatz zum Relief kaum eine Rolle, man findet sie von 0 bis 1.600 m über dem Meeresspiegel. Die kritische Schneehöhe, mit der die Tiere zurechtkommen, beträgt 25 bis 30 cm. Die Nahrung besteht in erster Linie aus Gräsern (vor allem Agropyron, Bromus, Festuca, Stipa und Koeleria), beinhaltet aber auch Kräuter, Flechten und Sträucher. Im Frühjahr können die Saigas ihren Wasserbedarf gänzlich aus der feuchten Vegetation decken und suchen keine Wasserstellen auf, obwohl diese zu jener Jahreszeit überall in der Steppe vorhanden sind. Im Sommer, wenn der Feuchtigkeitsgehalt der Pflanzen sinkt, bevorzugen sie sukkulente Pflanzen und richten ihre Wanderung auch nach dem Wachstum dieser Gewächse aus. In sehr trockenen Sommern, wenn die Vegetation und auch die
Sukkulenten austrocknen, sammeln sie sich an den Wasserstellen und ziehen auf der Suche nach Wasser weit umher. Liegen die Wasserstellen nicht zu weit entfernt, trinken sie in Trockenperioden ein- bis zweimal täglich, ansonsten kommen die Tiere auch mehrere Tage ohne Wasserzugang aus. Saigas sind in der Lage salziges Wasser zu trinken. Sie sind gute Schwimmer und können auch breite Ströme wie die Wolga durchqueren.

### Sozialverhalten, Wanderungen und Fortpflanzung
Saigas sind die meiste Zeit des Jahres tagaktiv. Im Sommer bevorzugen sie allerdings die Morgen- und Abendstunden und ruhen mittags. Die Tiere sind nicht ortstreu und wandern oft mehrere Dutzend Kilometer am Tag. Bei den Wanderungen von den nördlichen Sommereinständen zu den südlichen Winterquartieren und zurück können sie an einem Tag 80 bis 120 Kilometer zurücklegen. Dabei ziehen sie in einer langen Reihe, beim Weiden bewegen sie sich dagegen auf breiter Front. Besonders in Winterjahren mit ungünstigen Lebensbedingungen kommt es zu ausgedehnten Wanderungen. Dann kommt es auch zu regelrechten Massensterben, von denen sich die Bestände aber unter natürlichen Bedingungen rasch erholen können. Die Wanderbewegungen der Saigas sind allerdings nicht zeitlich und räumlich festgelegt und kommen auch nicht im gesamten Verbreitungsgebiet vor. In der Mongolei etwa konnten noch keine saisonalen Wanderungen beobachtet werden. Sie richten sich vielmehr nach der Verfügbarkeit der Lebensressourcen.

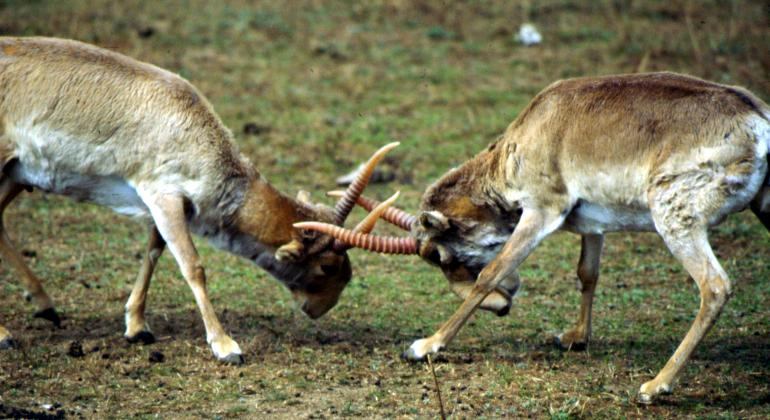
Zwei Böcke beim Kampf

Saigas sind gesellig und leben in Herden, die im Sommer etwa dreißig bis vierzig Tiere umfassen. Im Frühjahr und Herbst bilden sich oft große Wanderherden mit Tausenden von Tieren. Zur Paarungszeit, die im Dezember und Januar liegt, versuchen die Böcke einen Harem von Weibchen um sich zu sammeln. Die Größe der Harems richtet sich nach der Kampfkraft des jeweiligen Bockes und nach dem Geschlechterverhältnis. Meist sind es 5 bis 10 Weibchen pro Bock, es können aber bis zu 50 sein. Durch die heftige Bejagung um ihrer Hörner willen nahm die Zahl der Saiga-Böcke am Beginn des 21. Jahrhunderts rapide ab. Dies führte dazu, dass im Jahr 2000 ein Bock jeweils von unzähligen Weibchen umgeben war, und damit zu einer völligen Umkehr des Sozialverhaltens. Die Weibchen begannen schwächere Geschlechtsgenossinen von den Böcken wegzutreiben, was offenbar zu einer großen Anzahl unbefruchteter Weibchen und letztendlich auch zum Zusammenbruch der Populationen führte. Normalerweise verhalten sich die Weibchen untereinander jedoch weitgehend friedlich. Die Böcke sind dagegen während der Paarungszeit höchst aggressiv und mit Hautdrüsen-Sekreten, schaumigem Speichel und nicht selten mit dem Blut ihrer Wunden bedeckt. Es kommt sogar vor, dass sie zu dieser Zeit Menschen angreifen. Auch fressen sie dann kaum und nehmen allenfalls große Mengen Schnee zu sich. Die Kämpfe um die Weibchen, die die Böcke untereinander austragen, enden oft mit dem Tod oder schweren Verletzungen. Auch werden die ausgemergelten Tiere extrem unvorsichtig und zur leichten Beute von Raubtieren. Wenn der Winter fortschreitet, sind viele Saigaböcke durch die ständigen Kämpfe so geschwächt, dass sie vor Entkräftung sterben.

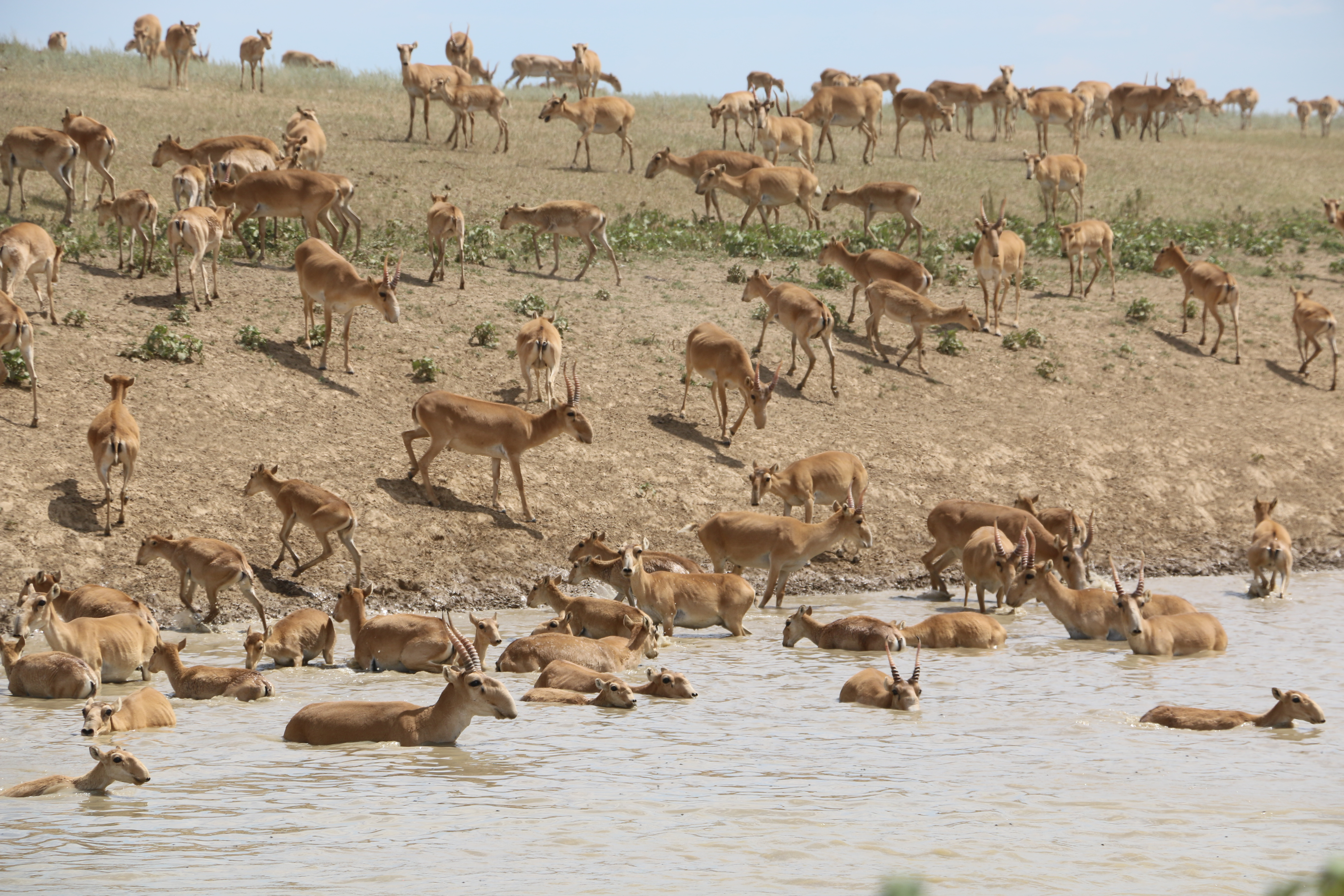
Saiga-Herde in Westkasachstan

Am Anfang des Frühlings sammeln sich die männlichen Saigas westlich des Kaspischen Meeres zu Herden aus 10 bis 2000 Tieren und ziehen nach Norden. Die weiblichen Saigas bilden hier große Herden und bringen im April oder Mai ihre Jungen zur Welt, die jeweils etwa 3,5 kg wiegen. Zwei Drittel der trächtigen Weibchen gebären Zwillinge, der Rest bringt einzelne Jungtiere zur Welt. Nach wenigen Tagen beginnen diese bereits Gras zu fressen, doch werden sie mindestens noch vier Monate gestillt. Sobald die Jungen gut genug laufen können, folgen auch die Weibchen den Männchen und ziehen in gewaltigen Herden nach Norden. Diese können mehrere hundert oder tausend Individuen umfassen; die größte je beobachtete Saigaherde wurde 1957 auf 200.000 Tiere geschätzt. Im Sommer gehen die großen Herden wieder auseinander, und die kleineren Verbände entstehen neu. Weibchen sind mit knapp einem Jahr geschlechtsreif, Männchen etwas später. Das Höchstalter einer weiblichen Saiga in der Wildnis beträgt zwölf Jahre; obwohl männliche Tiere theoretisch genauso alt werden können, sterben sie meistens schon im Alter von wenigen Jahren durch Kampf oder Entkräftung.

### Natürliche Feinde
Abgesehen vom Menschen sind Wölfe die wichtigsten Feinde der Saigas. Da es in ihrem Habitat keine Deckung gibt, ist die wichtigste Verteidigung der Saiga ihre Fluchtgeschwindigkeit. Diese kann bis zu 80 km/h betragen. Diese hohen Fluchtgeschwindigkeiten machen es Wölfen schwer, gesunde Saigas zu erbeuten. Daher fallen ihnen vor allem geschwächte Männchen, hochträchtige Weibchen und Jungtiere zum Opfer. Auch eine hohe Schneedecke begünstigt die Jagderfolge der Wölfe auf Saigas. Neugeborenen Saigas können auch Adler, Raben und Rotfüchse gefährlich werden. Die häufigste Krankheit, die gelegentlich zu regelrechten Massensterben führt, ist die Maul- und Klauenseuche, aber auch eine Vielzahl weiterer Parasiten und Krankheitserreger befällt diese Antilopenart.

## Verbreitung und Bestandsentwicklung

### Ursprüngliche Verbreitung

Historisches Verbreitungsgebiet (weiß) und heutiges Verbreitungsgebiet der beiden Unterarten Saiga tatarica tatarica (grün) und Saiga tatarica mongolica (rot)

Die Saiga war ein Charaktertier der letzten Eiszeit. Im Pleistozän war sie in den Kältesteppen Europas und Asiens weit verbreitet und hatte sogar die Landbrücke über die heutige Beringstraße überschritten und sich in Alaska und im nordwestlichen Kanada angesiedelt. 1976 hat man in den Bluefish-Höhlen im nördlichen Yukon in einer 13.000 Jahre alten Lagerstätte ihre Knochenreste gefunden. Im Westen Europas erreichte sie während der Kaltzeiten sogar die Britischen Inseln. Am Ende der Eiszeit schrumpfte das Verbreitungsgebiet wegen der sich ausbreitenden Bewaldung. Aus Mitteleuropa verschwand die Saiga schon in vorgeschichtlicher Zeit. In geschichtlicher Zeit erstreckte sich das Verbreitungsgebiet immerhin noch von den an die Karpaten angrenzenden Ebenen bis zu den Ausläufern des Altaigebirges, in die Dsungarei und die westliche Mongolei. Die Saiga bewohnte nahezu den gesamten europäischen und große Teile des asiatischen Steppen- und Waldsteppengürtels, wobei sie in Letzteren nur im Sommer und nicht alljährlich vorstieß. Hügelige oder gar bergige Gebiete gehörten allerdings nicht zu ihren Lebensräumen.

### Verbreitungsgebiet bis zum 18. Jahrhundert
Noch im 18. Jahrhundert existierten die westlichsten Vorkommen am Fuß der Karpaten am südlichen Pruth-Fluss etwa am 25. Längengrad. Am nordwestlichsten Ende des Verbreitungsgebietes erreichte sie im Norden den 50. Breitengrad. Die nördliche Verbreitungsgrenze in Europa verlief damals knapp südlich von Kiew über Kursk und Samara bis Ufa. Bei Ufa erreichten sie in manchen Jahren sogar den 55. Grad nördlicher Breite. Im Süden waren Saigas noch im 18. Jahrhundert bis zum Schwarzen und Asowschen Meer verbreitet, fehlten allerdings schon auf der Krim, wo die Art nur bis ins 13. Jahrhundert überlebt hat. Am westlichen Kaukasus erreichte sie im Süden den Fluss Kuban. Im Osten erreichte sie am unteren Terek sogar den Fuß dieses Gebirges. Wie weit sie dort an den Ufern des Kaspischen Meeres nach Süden vorstieß, ist allerdings nicht genau bekannt, vermutlich erstreckte sich das Verbreitungsgebiet hier bis Derbent. Weiter südlich sind Saigas in diesem Gebiet nur durch prähistorische Fossilfunde nachgewiesen. Das asiatische Verbreitungsgebiet war zu dieser Zeit noch nicht beeinflusst.

### Entwicklung des Verbreitungsgebietes seit dem 18. Jahrhundert
Im 18. Jahrhundert verschwand sie allmählich aus den nördlichen und den westlichsten Bereichen ihres europäischen Verbreitungsgebietes, als sie zunehmend von Menschen besiedelt wurden. Östlich der Wolga und des Ural-Flusses war das Verbreitungsgebiet bis zum Ende des 18. Jahrhunderts offenbar allerdings noch nicht verkleinert. Im Norden kamen sie damals noch am Samara-Fluss und bis Orenburg vor. Weiter östlich waren sie im Norden noch bis Ischim, in die Barabasteppe (als Sommergast) und zum Ob verbreitet. Noch weiter östlich lag die Nordgrenze am Fuß des Altai und verlief über die Saissan-Ebene bis in die Dsungarei und die westliche Mongolei. Die südliche Verbreitungsgrenze erstreckte sich vom unteren Amur Darja und dem mittleren Syr Darja bei etwa 44 Grad nördlicher Breite entlang des Karatau-Gebirges und dem Ili-Flusstal bis China. Sie fehlten im Dsungarischen Alatau und dem Tarbagatai-Gebirge.
Im 19. Jahrhundert schrumpfte das europäische Verbreitungsgebiet weiter und bis zur Mitte jenes Jahrhunderts konnten westlich des Don und nördlich von Wolgograd nur noch gelegentlich einzelne Tiere nachgewiesen werden. Die Südgrenze änderte sich damals allerdings noch kaum. Am Anfang des 20. Jahrhunderts schmolzen die Bestände vor allem durch starke Bejagung weiter dramatisch und in den 1920er und 1930er Jahren gab es nur noch wenige isolierte Restvorkommen. Man schätzt den damaligen Gesamtbestand auf weniger als tausend Tiere. Nachdem die Saiga fast ausgerottet war, wurde sie 1923 von der Sowjetunion unter vollkommenen Schutz gestellt. Hiernach erholten sich die Bestände so weit, dass schon Mitte der 1950er wieder zwei Millionen Saigas auf dem Gebiet der damaligen UdSSR lebten. Damals konnte sie ihr Verbreitungsgebiet im Westen bis an den Fuß des Kaukasus, im Norden bis Wolgograd und Orsk ausdehnen. Man erlaubte sogar wieder eine geregelte Bejagung der Bestände.

### Jüngere Bestandsentwicklung, Gefährdung und Schutzstatus
| Population  | Bestandsgröße 2003 | Bestandsgröße 2010 |
| ----------- | ------------------ | ------------------ |
| Kalmückien  |                    | 10.000–20.000      |
| Ural        | <10.000            | 27.000             |
| Ustjurt     | >10.000            | 5.000              |
| Betpak Dala | 2.000–3.000        | 53.000             |
| Mongolei    | 750                | ca. 8000           |
| Gesamt      | ca. 20.000         | ca. 100.000        |

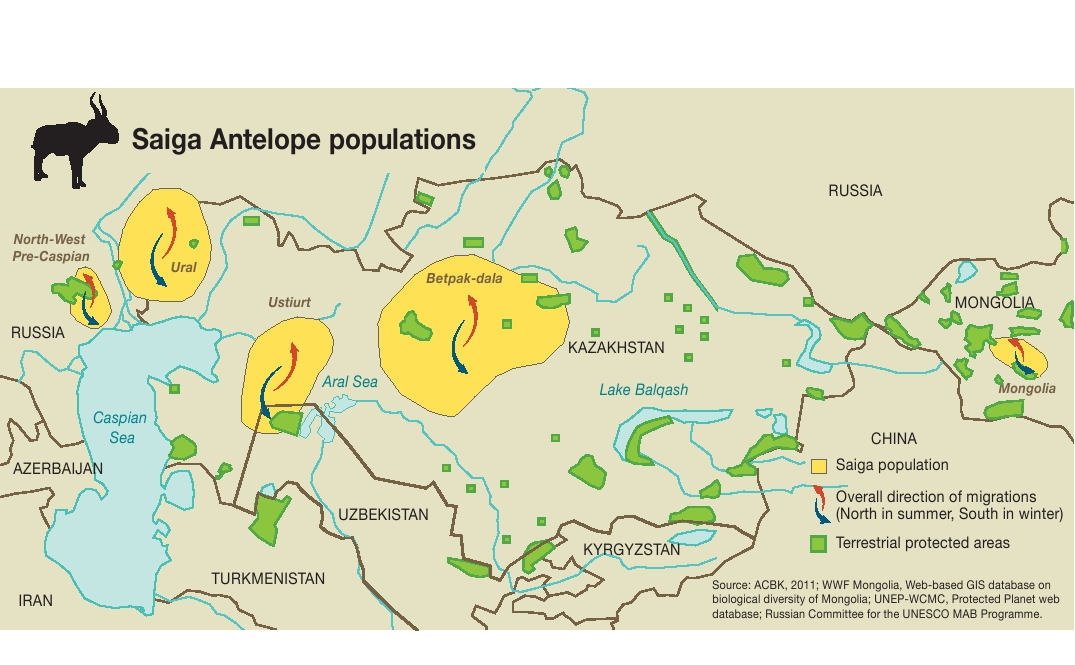
Heutige Hauptverbreitung (gelb) und Schutzgebiete (grün)

Seit den 1970er Jahren sanken die Bestandszahlen jedoch abermals drastisch durch Lebensraumverlust, schlechtes Management, zu starke Bejagung und Wilderei. Der Zerfall der Sowjetunion hat zusätzlich dafür gesorgt, dass die Schutzbestimmungen nicht mehr eingehalten wurden. Weil in der Traditionellen Chinesischen Medizin eine starke Nachfrage nach den angeblich heilsamen Hörnern der Männchen besteht und die Käufer extrem hohe Preise zu zahlen bereit sind, brachen alle Bestände durch Wilderei in unvorhergesehenem Maße ein. Weil es in ganzen Regionen keine Männchen mehr gab, blieben die Tiere ohne Nachkommen. Allein in Kasachstan gingen binnen weniger Jahre die Bestände von 1,2 Millionen auf 30.000 zurück. Die Gesamtpopulation der nominalen Unterart (Saiga tatarica tatarica) wurde um das Jahr 2000 auf 26.000 geschätzt, was die IUCN dazu veranlasste, 2002 den Status der Unterart und damit gleichzeitig die gesamte Art von lower risk (gering gefährdet) auf critically endangered (vom Aussterben bedroht) zu ändern. Derzeit finden sie sich nur noch in der russischen Kalmückensteppe und in drei Gebieten Kasachstans. In China und der südwestlichen Mongolei ist sie ausgestorben.
Zählungen, die im Jahr 2016 aus der Luft vorgenommen wurden, ergaben eine Gesamtbestandszahl von etwa 108.300 ausgewachsenen Kasachischen Saiga. Diese Bestände gliedern sich in drei Populationen. Die sogenannte Ural-Population im Bereich des gleichnamigen Flusses beläuft sich auf 70.200 Individuen (2015: 51.700), eine zweite Population findet sich im Bereich des Ust-Urt-Plateaus mit 1.900 Individuen (2015: 1.200), und eine dritte in der Hungersteppe (Betpak Dala) mit 36.200 Individuen. Alle drei Einzelpopulationen wandern zwischen ihren Sommerweiden und den Winterquartieren umher. Der Schutz der Saiga erfordert daher großräumige Schutzkonzepte. Die Herden der Hungersteppe etwa überwintern zum Teil im Naturschutzgebiet Andasai. Die Wurfplätze und Sommerweiden liegen dagegen weiter nördlich und werden zum Teil durch das Naturschutzgebiet Irgyz Turgay geschützt. Ein wichtiges Reservat für die russische Population in Kalmückien ist Tschornyje Semli. Unverändert ist die Saiga in Russland und Kasachstan geschützt, doch die Umsetzung dieser Bestimmungen ist mangelhaft.
Die Bestände der zweiten Unterart, der Mongolischen Saiga (Saiga tatarica mongolica), sind noch geringer, aber nicht ganz so stark im Sinken begriffen. Ihre Bestandszahlen wurden im Januar 2004 auf nur etwa 750 geschätzt, die zum größten Teil im Bereich des Naturreservats Scharga, einem Halbwüstenbecken nördlich des Gobi Altai, und im Manchan-District, südlich des Sees Char Us Nuur in der Nordwest-Mongolei, leben. Da die Population aufgrund von Wilderei und harten Wintern in den letzten Jahren ebenfalls deutlich gesunken ist, wird diese Unterart als endangered (stark gefährdet) eingestuft. Bis 2016 konnte sich der Bestand auf 10.000 Tiere erholen, wurde jedoch durch Krankheiten wieder dezimiert. Schätzungen zufolge gab es 2017 etwa 7.500 Mongolische Saiga. Die westliche Unterart der Saiga kam einst auch im Südwesten der Mongolei vor, ist hier aber ausgestorben.

### Massensterben
Nachdem sich der Bestand der Saiga bis 2014 erfreulich weit auf rund 250.000 Individuen erhöht hatte, ereilte die Population in Kasachstan 2015 ein rätselhaftes Massensterben, dem nach unterschiedlichen Schätzungen 120.000 bis fast 200.000 Tiere zum Opfer fielen. 2016 wurde als Todesursache hämorrhagische Septikämie festgestellt und das Bakterium Pasteurella multocida als Ursache des Massensterbens identifiziert. Da Pasteurella multocida auch bei gesunden Tieren vorkommt, war längere Zeit unklar, warum in kurzer Zeit so viele Tiere durch das Bakterium zu Tode kamen. Neuere Forschungsergebnisse, die Wetterdaten von 2015 mit weiteren Massensterben in den Jahren 1981 und 1988 vergleichen, legen nahe, dass Klimabedingungen entscheiden, ob das Bakterium in großem Ausmaß tödlich für die Saiga ist. In allen drei Zeiträumen waren Temperatur und Luftfeuchtigkeit in Kasachstan ungewöhnlich hoch, was eine toxische Veränderung der Pasteurella bewirkt haben könnte. Das Massensterben von 2015 war jedoch mit Abstand das verheerendste für die Bestände der Saiga. Wissenschaftler vermuten daher, dass die Saiga besonders anfällig für vom Klimawandel begünstigte Temperaturänderungen ist.
Auch die Pest der kleinen Wiederkäuer stellt eine Gefahr für den Bestand der Saiga dar. In der Mongolei fielen zwischen Dezember 2016 und Februar 2017 etwa 2.500 Tiere der Seuche zum Opfer, was eine Reduktion der Gesamtpopulation der Mongolischen Saiga um 25 % bedeutete. Da die Seuche von Nutztieren auf Wildtiere übertragen wird, wurden Viehbestände in den betroffenen Regionen geimpft, um eine weitere Ausbreitung zu verhindern.

## Haltung in Menschenobhut
Saigas werden mittlerweile selten in europäischen Zoos gehalten. Eine größere Zuchtgruppe der Kasachischen Saiga (S. tatarica) lebt in Askanija-Nowa in der Ukraine.

## Systematik und Stammesgeschichte

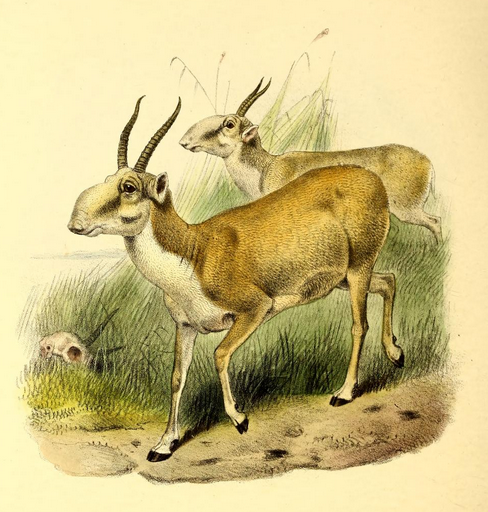
Darstellung in „The Book of Antelopes“ von Philip Sclater (1894)

Der Ursprung der Gattung liegt im Dunkeln und Fossilfunde sind nur aus dem Pleistozän bekannt. Sie gleichen bereits stark den heutigen Arten. Bei ihrer Erstbeschreibung wurde die Saiga zu den Ziegenartigen gestellt, später zu den Gazellenartigen. Um das Problem zu umgehen, bildet man manchmal auch eine Unterfamilie Pantholopinae für die Saiga und die ebenso umstrittene Tschiru. Neue molekulargenetische Untersuchungen geben allerdings Anlass zu der Vermutung, dass die Einordnung der Saiga bei den Gazellenartigen korrekt ist und die Tschiru dagegen den Ziegenartigen angehört.
Die mongolische Form der Saiga wurde ursprünglich als eigene Art beschrieben, doch gilt sie heute in der Regel als Unterart (Saiga tatarica mongolica) der Saiga.
Zwischenzeitlich galt sie teilweise als Unterart von Saiga borealis, mit der gewöhnlich eine eiszeitliche Form der Saigas bezeichnet wird. Genetische Untersuchungen können sowohl die Saiga als auch die Mongolische Saiga deutlich voneinander trennen, zeigen aber nur eine geringe genetische Distanz, was nach Meinung der Autoren eher darauf hindeutet, dass die Mongolische Saiga tatsächlich nur eine Unterart darstellt. Anhand morphologischer Daten sind beide Formen gut unterscheidbar. Dies betrifft vor allem die Horngestaltung: Die Mongolische Saiga besitzt gegenüber der Saiga kurze und schlankere Hörner ohne deutlich ausgeprägte Riffelung. Eine Revision der Hornträger aus dem Jahr 2011 betrachtet sie daher wieder als eigenständige Arten.

## Nutzen und Schaden für den Menschen
Saigas werden seit alters her um ihrer Felle und ihres Fleisches wegen bejagt. Die Hörner finden Verwendung in der chinesischen Heilkunde und erzielen hohe Preise, die mit denen des Nasenhorns von Nashörnern vergleichbar sind. Im 18. Jahrhundert wurden enorme Mengen an Saigahörnern nach China eingeführt. Im 19. Jahrhundert wurden in Russland jährlich hunderttausende Saigas erlegt. Meistens wurden die Herden dabei in eine trichterförmige Einfriedung aus Schilf und Erde getrieben. Am enger werdenden Ende warteten angespitzte Strünke auf die flüchtenden Tiere, an denen sie sich aufspießten. Im Winter trieb man sie auch auf glatte, zugefrorene Seen, wo die Tiere hilflos ausgeliefert waren. Auch Jagd durch Fallgruben und mit Hilfe abgerichteter Adler war damals üblich. 1919 wurde die Jagd generell verboten, aber als die Bestände in den 1950er-Jahren wieder stark angestiegen waren, wurden die Tiere wieder kommerziell bejagt.
Besonders im Sommer, in der Trockenzeit schädigen Saigas Ernten, wobei sie oft mehr beim Durchwandern der Felder zertrampeln als fressen. Dennoch werden die Schäden oft deutlich übertrieben, und als sie noch häufiger waren, lagen die Gewinne durch Jagd über den Verlusten durch Ernteschäden. Ob sie mit Weidetieren wie Schafen in ernsthafte Konkurrenz treten, wurde noch nicht eingehend erforscht, doch dürfte sie durch das ausgeprägte Wanderverhalten der Saiga und ihre Vorliebe für Pflanzen, die von Schafen verschmäht werden, nicht allzu groß sein.
Hingegen tragen die Saiga durch ihr herdenhaftes Auftreten und das „Zertrampeln“ der oberen Bodenhorizonte erheblich zum Erhalt der natürlichen Steppen und des Graslands bei.
Junge Saigas können einfach gezähmt werden. Besonders wenn sie mit erst 5–6 Tagen aufgezogen wurden, werden sie recht anhänglich und kehren oft selbst bei freiem Auslauf immer wieder zu dem Hof ihrer Zieheltern zurück.

## Darstellungen in der eiszeitlichen Kunst

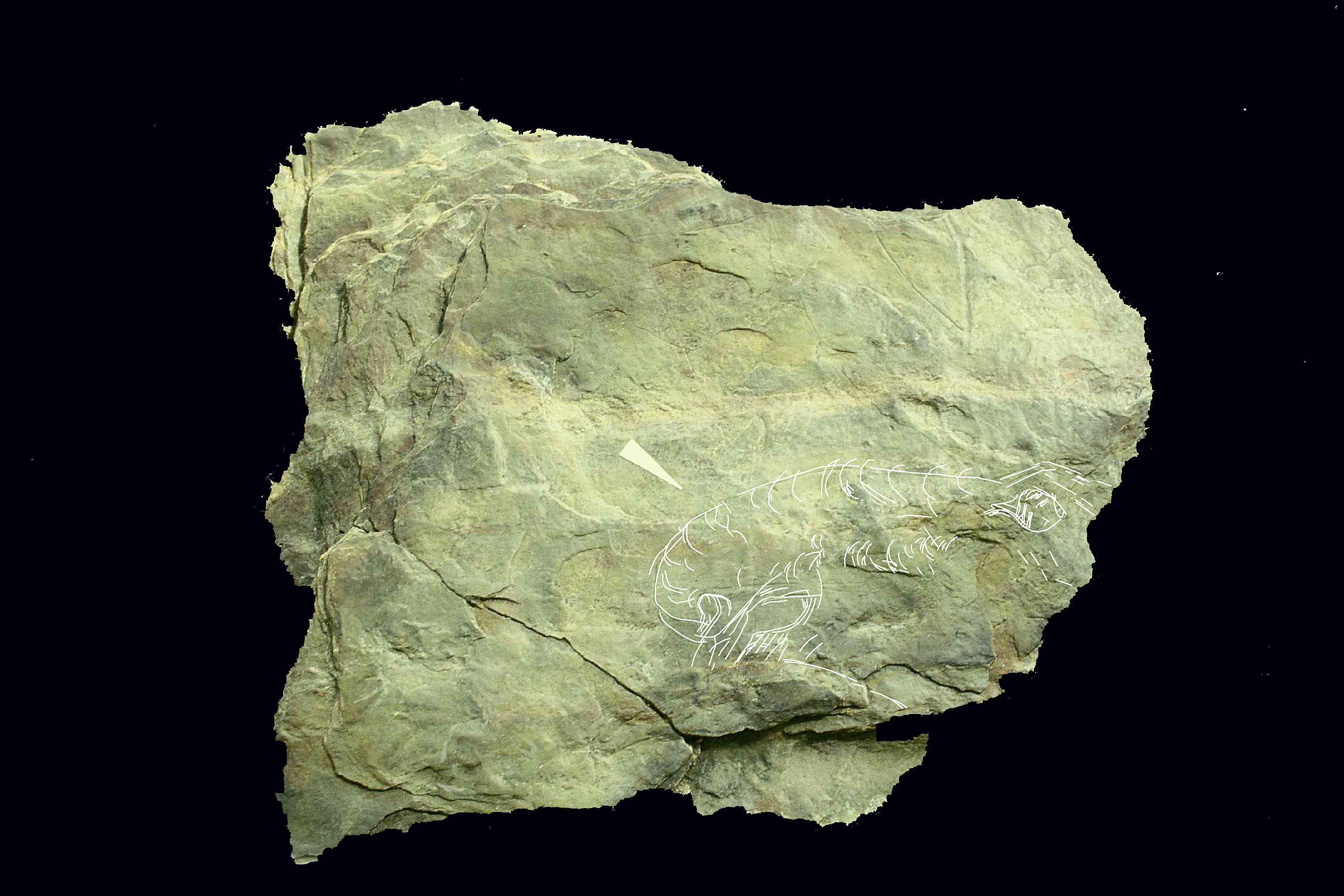
Jungpaläolithische Gravur einer Saiga aus Gönnersdorf.

Saiga-Antilopen spielen auch in der Kunst der letzten Eiszeit eine bedeutende Rolle. Die ältesten Darstellungen sind aus dem späten Jungpaläolithikum von vor etwa 14000 Jahren bekannt.
Besonders der Kopf mit der für Saigas charakteristischen Nasenpartie findet sich als Gravur auf Knochen und Steinplatten und als Motiv für Wandmalereien jener Epoche. Fast alle bekannten Darstellungen kommen von altsteinzeitlichen Fundplätzen in Frankreich und Spanien. Bekannt sind beispielsweise zwei Gravuren aus der Höhle von Altxerri bei San Sebastian, wo zwei horntragende Köpfe von Saigas gegenübergestellt wurden. Der bisher einzige Fund aus Deutschland stammt von einem bei Gönnersdorf ausgegrabenen magdalenienzeitlichen Lagerplatz eiszeitlicher Jäger. Dabei handelt es sich um eine skizzenhafte Darstellung der vorderen Nasenpartie einer Saiga, die auf eine devonische Schieferplatte geritzt wurde.
Eine figürliche Darstellung ist aus der Höhle von Enlène in Frankreich bekannt. Hier wurde eine aus Knochen geschnitzte Skulptur aus dem Mittel Magdalenien gefunden. Sie diente einst als Widerhakenende einer Speerschleuder.
Im Roman Der Richtplatz von Tschingis Aitmatow spielt die Jagd nach Saigas in den Jahren der Sowjetunion eine zentrale Rolle.